# ستورديفانت (ميزوري)
ستورديفانت (بالإنجليزية: Sturdivant)‏ هي إحدى المجتمعات الفردية (غير مصنفة) في ولاية ميزوري في الولايات المتحدة الأمريكية.